# Jan Hadrava
Jan Hadrava (Rokycany, 3 giugno 1991) è un pallavolista e giocatore di beach volley ceco, opposto dell'AZS Olsztyn.

## Palmarès

### Squadra
- Campionato italiano: 1

2020-21
- Campionato polacco: 1

2022-23
- Coppa della Repubblica Ceca: 2

2012-13, 2013-14
- Coppa Italia: 1

2020-21
- Supercoppa polacca: 2

2021, 2022

### Nazionale (competizioni minori)
- European Golden League 2018
- Volleyball Challenger Cup 2018